# Wilson Isidor
Wilson Isidor, né le 27 août 2000 à Rennes, est un footballeur français d'origine haïtienne qui évolue au poste d'avant-centre au Sunderland AFC.

## Biographie

### Carrière en club

#### Formation et débuts à Monaco (2007-2019)
Après avoir commencé le football au SC Le Rheu à l'âge de 7 ans, Wilson Isidor intègre le Stade rennais en 2009 où il va effectuer toute sa formation. En 2015 il participe aux interligues U15 avec la sélection de la Ligue de Bretagne. En 2016 il remporte le Tournoi de Montaigu avec le Stade rennais et termine meilleur buteur de la compétition. Puis il devient international français U17 et U18.
À l'heure de signer son premier contrat professionnel, il choisit finalement de rejoindre l'AS Monaco en juin 2018, inspiré par le parcours de Kylian Mbappé et Thierry Henry. Sur le Rocher, où il a dans l'idée d'évoluer sous les ordres de Leonardo Jardim, il paraphe un contrat de 3 ans en compagnie de son coéquipier Sofiane Diop,.
C'est finalement sous les ordres de son idole Thierry Henry, qui a remplacé Jardim en octobre 2018, que le jeune attaquant fait ses débuts professionnels avec l'AS Monaco le 11 novembre 2018 sur la pelouse du Paris Saint-Germain (13e journée, défaite 4-0).

#### Prêts en National (2019-2021)
Afin de s'aguerrir, il est prêté en National pour deux saisons d'affilée, au Stade lavallois pour la saison 2019-2020 puis au FC Bastia-Borgo lors de la saison 2020-2021,. En Corse, auteur de 16 buts en 29 apparitions, il est nommé révélation de la saison en troisième division française par la FFF, figurant également dans l'équipe-type de la saison.

#### Retour à Monaco (2021-2022)
Pour son retour à Monaco lors de la saison 2021-2022, il joue son premier match le 25 août 2021, entrant en jeu lors du match des éliminatoires de la Ligue des champions contre le Chakhtar Donetsk. Tout proche d'offrir une passe décisive à Kevin Volland alors que le score est de 2-1 après la fin du temps réglementaire, celui-ci ne concrétise néanmoins pas l'occasion et l'ASM est ainsi poussé en prolongations, le Chakhtar finit par marquer le but du 2-2, remportant la double confrontation 3-2 et éliminant les monégasques.

#### Affirmation au Lokomotiv Moscou (depuis 2022)
Le 22 janvier 2022, il s'engage jusqu'en 2026 avec le Lokomotiv Moscou contre une indemnité de transfert estimée de 3,5 millions d'euros,. Sous les couleurs du club moscovite, il réalise de très bons débuts en inscrivant sept buts lors de ses six premiers matchs de Premier-Liga. En ce sens, il est élu joueur du mois de mars par les supporters du club,.

### Carrière en sélection
D'origine haïtienne, Wilson Isidor est international français en équipes de jeunes. Issu de la génération 2000 entraînée par Lionel Rouxel, il a pour coéquipiers Aurélien Tchouaméni, Amine Gouiri, Sofiane Diop, Yacine Adli, Maxence Caqueret ou encore Benoît Badiashile.
En mai 2017 il dispute l'Euro U17, en tant que remplaçant. La France est éliminée en quarts de finale mais décroche son ticket pour la Coupe du monde U17. La compétition a lieu en octobre et se déroule en Inde. Wilson Isidor inscrit deux buts lors du premier tour, mais l'équipe de France est éliminée en huitièmes de finale par l'Espagne.
Peu avant de jouer ses premières minutes au niveau professionnel, il s'illustre avec les moins de 19 ans, marquant un triplé contre l'Arménie pour ses débuts, lors d'un match amical remporté 4-0,. En juillet 2019 il dispute l'Euro U19. Les Bleuets sont éliminés en demi-finale, à l'issue d'une séance de tirs au but où Wilson Isidor voit sa tentative arrêtée par le gardien espagnol.
En juin 2022 il est présélectionné en équipe de France espoirs par Sylvain Ripoll.

## Statistiques
| Saison                | Club                   | Championnat           | Championnat | Championnat | Coupe nationale | Coupe nationale | Coupe de la Ligue | Coupe de la Ligue | Compétition(s) continentale(s) | Compétition(s) continentale(s) | Compétition(s) continentale(s) | Total | Total |
| Saison                | Club                   | Division              | M.          | B.          | M.              | B.              | M.                | B.                | Comp.                          | M.                             | B.                             | M.    | B.    |
| 2018-2019             | AS Monaco              | Ligue 1               | 1           | 0           | 1               | 0               | 1                 | 0                 | C1                             | -                              | -                              | 3     | 0     |
| 2021-2022             | AS Monaco              | Ligue 1               | 4           | 0           | 2               | 0               | -                 | -                 | C1+C3                          | 1+2                            | 0                              | 9     | 0     |
| Sous-total            | Sous-total             | Sous-total            | 5           | 0           | 3               | 0               | 1                 | 0                 | -                              | 3                              | 0                              | 12    | 0     |
| 2019-2020             | Stade lavallois (prêt) | National              | 13          | 1           | -               | -               | -                 | -                 | -                              | -                              | -                              | 13    | 1     |
| 2020-2021             | FC Bastia-Borgo (prêt) | National              | 29          | 16          | -               | -               | -                 | -                 | -                              | -                              | -                              | 29    | 16    |
| Sous-total            | Sous-total             | Sous-total            | 42          | 17          | 0               | 0               | -                 | -                 | -                              | 0                              | 0                              | 42    | 17    |
| 2021-2022             | Lokomotiv Moscou       | Premier-Liga          | 11          | 7           | 1               | 0               | -                 | -                 | -                              | -                              | -                              | 12    | 7     |
| 2022-2023             | Lokomotiv Moscou       | Premier-Liga          | 13          | 2           | 4               | 2               | -                 | -                 | -                              | -                              | -                              | 17    | 4     |
| Sous-total            | Sous-total             | Sous-total            | 24          | 9           | 5               | 2               | 0                 | 0                 | -                              | 0                              | 0                              | 29    | 11    |
| Total sur la carrière | Total sur la carrière  | Total sur la carrière | 71          | 26          | 8               | 2               | 1                 | 0                 | -                              | 3                              | 0                              | 83    | 28    |

## Palmarès
- Vainqueur du Tournoi de Montaigu en 2016

## Distinctions individuelles
- Élu joueur du mois de janvier 2021 en National.
- Élu révélation de la saison 2020-2021 en National.
- Présent dans l'équipe type de la saison 2020-2021 en National.
- Meilleur buteur du Tournoi de Montaigu en 2016